# Décembre 2007

## Actualités du mois

### Samedi1erdécembre

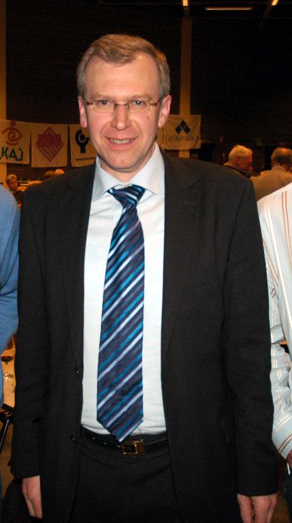
Yves Leterme (2006)

- Belgique : Yves Leterme démissionne de son poste de formateur.
- Chine : Selon le journal The Economist, le PIB de la Chine serait de 40 % inférieur à ce qui a été annoncé par le FMI et la Banque mondiale à cause de la surévaluation de la bulle boursière chinoise qui repose en grande partie sur de la pure spéculation et dont l'explosion est inéluctable.
- Espagne : Un garde civil espagnol est tué et un autre est grièvement blessé par des terroristes de l'ETA lors d'une opération de police à Capbreton (Landes, France).
- Kurdistan : L'armée turque monte plusieurs opérations contre des positions des rebelles kurdes du Parti des travailleurs du Kurdistan dans le Kurdistan iranien.

### Dimanche2 décembre
- Israël : Le ministre des Affaires étrangères, Tzipi Livni annonce que la conférence d'Annapolis « ne lie pas les mains d'Israël en ce qui concerne les questions clés ».
- Russie : Élections législatives avec une participation de 63 % (Parti de la Russie unie du Président Vladimir Poutine 64,1 %, Iabloko (parti libéral) 1,6 %, Union des forces de droite (SPS) 1,0 %). Des critiques s'élèvent dans les pays occidentaux contre les conditions du scrutin.
- Venezuela : Échec du référendum sur le projet de réforme constitutionnelle en vue de faire sauter le verrou de la limitation du nombre de mandats possibles, voulu par le Président Hugo Chávez, avec 50,7 % de « non » et 44 % d'abstentions.

### Lundi3 décembre 2007
- Algérie : Visite officielle du Président Nicolas Sarkozy.
- Iran : Un rapport du Renseignement national des États-Unis affirme que l'Iran a gelé son programme nucléaire militaire « à la fin de l'année 2003 ».

### Mardi4 décembre
- France : Sortie du livre de Ségolène Royal, Ma plus belle histoire, c'est vous — emprunté au titre d'une chanson de Barbara —, dans lequel elle tente de régler ses comptes avec les « éléphants » du Parti socialiste. François Hollande accuse son ex-compagne d'« incohérence » alors que de nombreuses réactions négatives s'élèvent.
- Iran : Le président George W. Bush déclare en commentaire du rapport publié la veille : « L'Iran était dangereux, l'Iran est dangereux et l'Iran restera dangereux s'il a le savoir-faire nécessaire pour produire une arme nucléaire ».

### Mercredi5 décembre
- Allemagne : Mort du compositeur Karlheinz Stockhausen (79 ans) à Kürten.
- France : Dans l'affaire de la tuerie de Capbreton, un couple de terroristes basques est arrêté à Châteauneuf-de-Randon (Lozère).
- Thaïlande : Célébration en grande pompe du 80e anniversaire du roi Bhumibol Adulyadej monté sur le trône il y a 61 ans ce qui en fait le plus ancien monarque du monde en exercice.

### Jeudi6 décembre

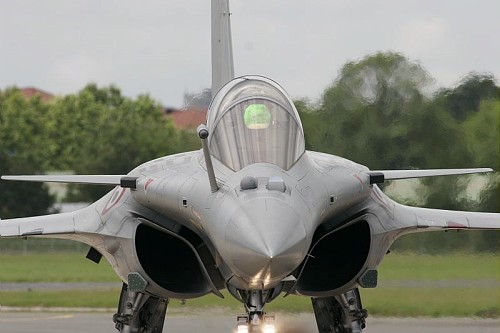
Rafale B

- France : Un Rafale de l'Armée de l'air française s'écrase sur le territoire de la commune de Neuvic en Corrèze. C'est le premier accident d'un Rafale depuis sa mise en service.

### Dimanche9 décembre
- Corée-du-Sud : à la suite d'une collision avec une barge de remorquage, un tanker déverse plus de dix mille tonnes de pétrole dans la mer Jaune, la nappe s'étendant sur un front plus de vingt kilomètres. Plus de six mille personnes sont mobilisées pour la récupération et le nettoyage.
- États-Unis : Fusillades à Arvada (Colorado) par Matthew J. Murray.

### Lundi10 décembre 2007

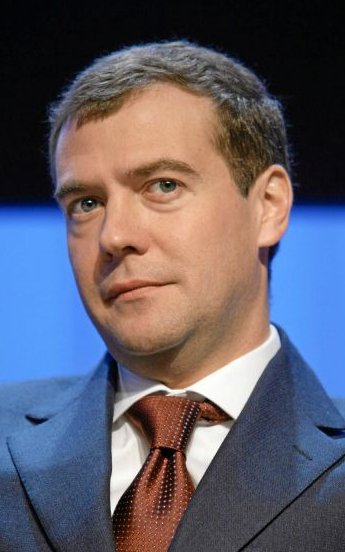
Dmitri Medvedev

- France-Libye : Début de la visite officielle en France du président Mouammar Kadhafi, jusqu'au 13 décembre, et durant laquelle sont signés des contrats pour plus de 1O milliards d'euros. Cette visite engendre une vague de polémique à laquelle participe notamment Rama Yade (secrétaire d'État aux Droits de l'Homme), d'autant plus que cette visite officielle se prolonge jusqu'au 15 décembre par une visite privée.
- Russie : Le président Vladimir Poutine présente son candidat à sa propre succession, Dmitri Medvedev.
- Internet : Devant la levée générale des protestations, Facebook renonce à son projet de livrer son immense base de données aux publicitaires. Ce méga-réseau communautaire, de plus de 60 millions de membres est une mine de données personnelles privées (âge, sexe, sexualité, localisation géographique, opinions religieuses, philosophiques et politiques, infos, photos, vidéos)
- Royaume-Uni : Les trois membres survivants du groupe annoncent que Led Zeppelin participera à un concert hommage à Ahmet Ertegün (fondateur d'Atlantic Records) à la O2 Arena de Londres programmé le 10 décembre 2007. Ils seront accompagnés par Jason Bonham à la batterie. Cette annonce, relayée partout dans le monde par les médias, provoque un enthousiasme sans précédent. En quelques jours, le site internet chargé d'attribuer les 20 000 places disponibles par tirage au sort enregistre plus de 20 millions de connexions pour autant de demandes de tickets. En Grande-Bretagne, cette reformation est qualifiée par les médias de « plus grand évènement rock de l'Histoire ».

### Mardi11 décembre
- France : Jenifer rentre au musée Grévin, elle devient la première personnalité issue de la télé-réalité de l'histoire à posséder son double de cire.
- Algérie : attentats meurtriers visant la Cour suprême et le Conseil constitutionnel d'une part et d'autre part les sièges locaux du HCR et du PNUD, revendiqués par Al-Qaida au Maghreb islamique. Bilan : 30 morts et 28 blessés.
- Russie : À la télévision, le candidat Dmitri Medvedev propose au Président Vladimir Poutine de devenir son Premier ministre en cas de victoire aux élections présidentielle du 2 mars 2008.

### Mercredi12 décembre
- Liban : Près de Beyrouth, le général François el-Hajj, pressenti comme commandant de l'armée libanaise, est tué dans un attentat-suicide qui cause la mort de trois autres personnes et fait plusieurs dizaines de blessés.
- Russie : Le gouvernement russe suspend l'application du traité sur les forces conventionnelles en Europe.

### Jeudi13 décembre
- France :
  - Dans le procès de l'assassinat du préfet Érignac, Yvan Colonna est condamné à la réclusion criminelle à perpétuité en première instance (il fera appel). Dans la nuit, cinq attentats à la bombe détruisent en Corse-du-Sud plusieurs villas. D'autres attentats suivront jusqu'à la fin du mois.
  - Mort du chanteur et comédien Philippe Clay (80 ans).
- Union européenne : À Lisbonne, les vingt-sept pays membres signent le traité européen modifiant le projet de constitution européenne (traité de Lisbonne).

### Samedi15 décembre
- Espagne : Début de la visite officielle du président Mouammar Kadhafi qui ne suscite aucune controverse. En perspective, le montant des contrats espérés se monte à 11,8 milliards d'euros.
- France : Mort de l'historien assyriologue Jean Bottéro (93 ans).

### Dimanche16 décembre
- Kurdistan : L'armée turque commence une série de bombardements aériens contre des positions des rebelles kurdes du Parti des travailleurs du Kurdistan dans le Kurdistan iranien.

### Lundi17 décembre 2007
- Russie : Lors du congrès du parti Russie unie, le président Vladimir Poutine accepte la proposition du candidat Dmitri Medvedev de devenir son Premier ministre en cas de victoire aux élections présidentielles du 2 mars 2008.

### Mardi18 décembre

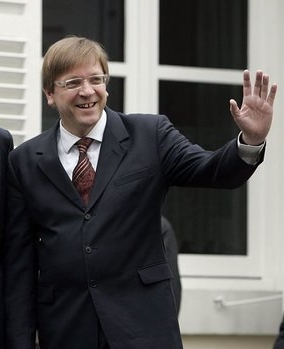
Guy Verhofstadt

- Belgique : Dans le cadre de la crise gouvernementale, le Premier ministre sortant, Guy Verhofstadt, parvient à former le nouveau « gouvernement de transition », soutenu par les libéraux et les chrétiens-démocrates flamands et francophones ainsi que par le Parti socialiste francophone.
- Colombie : Les FARC annoncent la libération prochaine de trois de leurs otages, dont Clara Rojas, l'ex-assistante d'Íngrid Betancourt et son fils Emmanuel né en captivité.
- Ukraine : Investiture par le parlement du nouveau gouvernement d'Ioulia Tymochenko, après deux mois de très difficiles négociations.

### Mercredi19 décembre
- Union européenne : Dans un article publié dans le journal français, Le Monde, le ministre suédois des Affaires étrangères, Cecilia Malmström affirme que l'Europe doit voir « dans la mondialisation, non une menace, mais une chance » et accroître son « ouverture sur l'extérieur », estimant que ce serait une « erreur historique » de freiner le « processus d'élargissement, en particulier en ce qui concerne la Turquie ».

### Jeudi20 décembre
- Vatican : Le nouveau président français Nicolas Sarkozy est reçu par le pape Benoît XVI qui selon la tradition le nomme à la charge de « chanoine honoraire » de la basilique Saint-Jean-de-Latran, une distinction honorifique qui remonte au roi Henri IV de France. Lors de cette cérémonie, il est accompagné d'Henri Guaino, de Max Gallo et de Jean-Marie Bigard. Dans son discours, il développe les notions de laïcité positive et de laïcité négative, ce qui engendre une nouvelle controverse dans la gauche anticléricale.

### Vendredi21 décembre
- Belgique : Investiture du « gouvernement de transition » de Guy Verhofstadt, soutenu par les libéraux et les chrétiens-démocrates flamands et francophones ainsi que par le Parti socialiste francophone.
- Pakistan : Un attentat-suicide dans une mosquée contre le ministre de l'Intérieur, Aftab Ahmad Khan Sherpao cause la mort de 57 personnes. Le ministre en réchappe.
- Tchad : Ouverture du procès des dix accusés de l'affaire de l'Arche de Zoé, dont six Français de l'association, jusqu'au 26 décembre.
- Union européenne : L'espace Schengen accueille neuf nouveaux États membres (Estonie, Lettonie, Lituanie, Pologne, Tchéquie, Slovaquie, Hongrie, Slovénie et Malte).

### Samedi22 décembre
- Afghanistan : Le Président Nicolas Sarkozy effectue une visite surprise de cinq heures à Kaboul, lors de laquelle il estime nécessaire de serrer les coudes avec nos alliés et évoque la possibilité de renforcer l'engagement militaire de la France. Plus tard dans la journée, il est suivi par le Premier ministre australien, Kevin Rudd.
- France : Mort de l'écrivain Julien Gracq (97 ans), normalien et prix Goncourt 1951.
- France : l'une des attractions phares des parcs Disney ouvre à Paris, la Tower of Terror.

### Dimanche23 décembre
- Afghanistan : Visite du président du Conseil italien, Romano Prodi.
- Belgique : Cinq jours après l'accord sur le « gouvernement de transition » de Guy Verhofstadt, celui doit céder la place à son vice-Premier ministre Yves Leterme, chef des chrétiens-démocrates flamands.
- Canada : Mort du pianiste, compositeur et organiste, Oscar Peterson (82 ans), une des dernières légendes du jazz.

### Lundi24 décembre 2007
- Mauritanie : Un groupe de trois malfrats attaque un véhicule avec cinq touristes Français et fait quatre morts et un blessé très grave.

### Mardi25 décembre

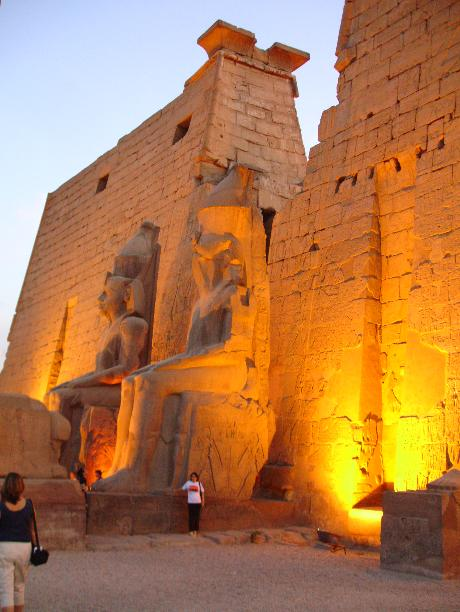
Le temple de Louxor

- Égypte : le président Nicolas Sarkozy et sa nouvelle compagne, Carla Bruni, arrivent en séjour privé de quatre jours à Louxor. Le séjour est très médiatisé d'autant plus qu'une controverse franco-française se déchaîne sur le fait que le voyage se fait à bord d'un avion appartenant à son ami Vincent Bolloré.
- Irak : à Bagdad, le cardinal Emmanuel III célèbre la messe de Noël dans l'église de la Vierge Marie, en présence de musulmans irakiens et de dirigeants tribaux.
- Mauritanie : à la suite de l'attaque mortelle des touristes Français, le gouvernement mauritanien évoque l'appartenance des trois malfrats à l'organisation islamiste Al-Qaida au Maghreb islamique.

### Mercredi26 décembre
- Colombie : Le président vénézuélien, Hugo Chávez, annonce avoir reçu l'accord du gouvernement colombien pour l'organisation d'une « caravane aérienne humanitaire » destinée à récupérer les otages dont la libération est accordée par les FARC.
- Tchad : Dans le procès de l'affaire de l'Arche de Zoé, les six Français sont reconnus coupables d'avoir tenté d'enlever cent trois enfants « Tchadiens » et sont condamnés chacun à huit de travaux forcés et à six millions de dommages et intérêts. Le gouvernement français demande leur transfert dans une prison française.

### Jeudi27 décembre

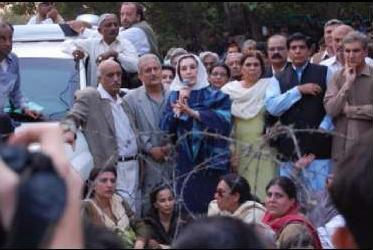
Benazir Bhutto s'exprimant devant ses sympathisants.

- Pakistan : attentat-suicide contre l'ex-Premier ministre, une des principales opposantes au président Pervez Musharraf, Benazir Bhutto, causant sa mort et celle d'au moins vingt autres personnes. Présidente à vie du Parti du peuple pakistanais, elle était candidate aux élections législatives. Le scrutin du 8 janvier est repoussé. De violentes émeutes se déclenchent.

### Vendredi28 décembre
- Pakistan : enterrement de Benazir Bhutto près de Larkana. Plusieurs centaines de milliers de personnes assistent à l'enterrement.

### Dimanche30 décembre
- Égypte : Le président Nicolas Sarkozy est en visite officielle au Caire.